# Isabel la Catòlica dictant el seu testament
Isabel la Catòlica dictant el seu testament és un quadre de 1864 del pintor purista espanyol Eduardo Rosales y Gallina. Està executat a l'oli sobre llenç i mesura 400 centímetres d'amplada per 290 cm d'alçada. Pertany al Museu del Prado de Madrid que el va adquirir l'any 1865. Després de ser traspassat al Museu d'Art Modern (MAM), es va reincorporar al Prado el 1971 en rebre les obres del segle xix que posseïa el MAM després de la seva dissolució. Està exposat al públic a la sala 61B.
Aquesta pintura d'història representa el moment en el qual Isabel I de Castella dicta el seu testament. Emmarcat dins de la pintura d'història academicista del període romàntic, és d'un estil més realista que obres precedents de Rosales. Va dedicar un any i mig de treball i la va presentar a l'Exposició Universal de París de 1867. Després va tornar a Roma, on li va arribar un telegrama dels seus amics, el paisatgista Martín Rico i Raimundo de Madrazo, donant-li la notícia de l'èxit aconseguit pel seu quadre: primera medalla d'or per a estrangers. Li van concedir la Legió d'Honor.